# Мильомен Гусмао Гилерме
Мильомен Гусмао Гилерме е бразилски футболист, нападател. Най-известен е като футболист на бразилските Атлетико Минейро и Коринтианс.

## Кариера
Той започва кариерата си в Крузейро. През 2008 г. е закупен от Динамо Киев, които плащат за него 7 милиона щатски долара плюс Клебер Джакомаци. Гилерме не играе дълго време заради травма на крака. В дебюта си вкарва хеттрик срещу Карпати Лвов. През август 2009 преминава под наем в Цска Москва, като в дебюта си вкарва 2 гола срещу Криля Советов. През следващата половин година е резерва, а от мача между ЦСКА Москва и Алания, в който Гилерме вкарва гол и прави една асистенция е неизменен титуляр. След това той се разписва срещу Локомотив Москва и на 2 пъти срещу Том Томск. Първият си гол за Динамо след наема вкарва на ФК Илчевец при разгрома с 9:0. През 2011 г. преминава в Атлетико Минейро. През 2013 печели Копа Либертадорес